# Лайм (плод)

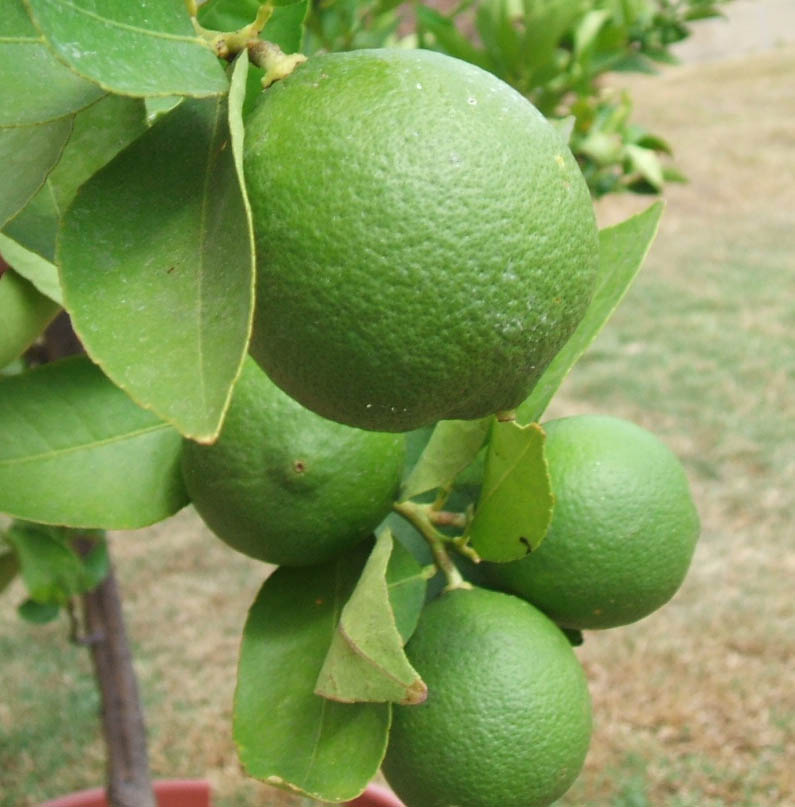
Плоды лайма

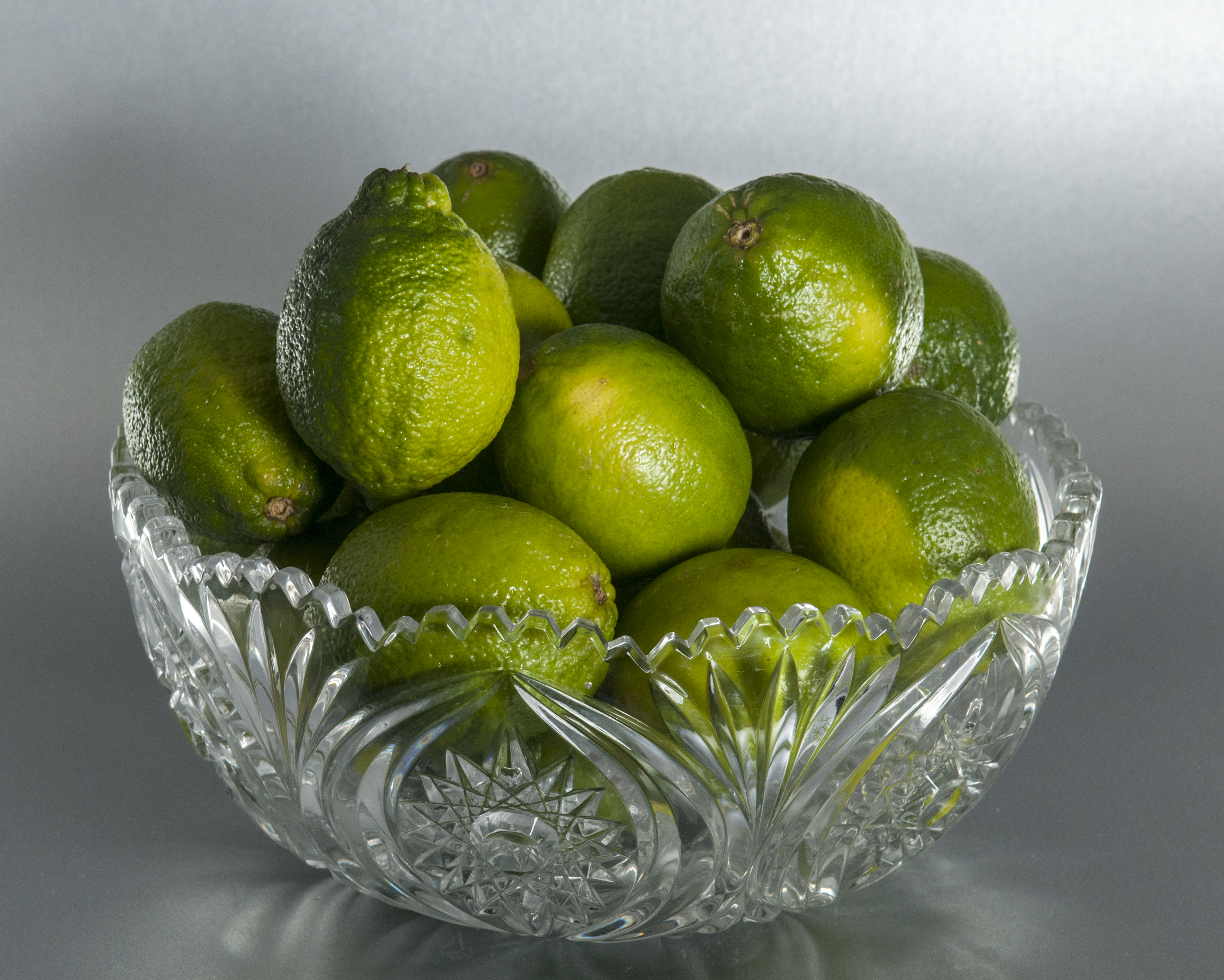

Лайм — собирательное название ряда плодов из рода цитрусов. Типичные признаки плода лайма включают в себя напоминающую лимон округлую форму плода, кожуру зелёного цвета, размер 3-6 см в диаметре и кислый вкус. Виды цитрусов, плод которых опознаётся как лайм, включает в себя собственно лайм (Citrus aurantifolia), группу австралийских лаймов (как например Citrus australasica — Пальчиковый лайм), каффир-лайм и некоторые другие.

## Этимология
Название происходит от персидского لیمو (лиму). Лайм был известен в древних Месопотамии и Иране. В Средиземноморье проник во второй половине I тыс. н. э.

## Страны-производители
| Индия | 2 629 200   | 2 108 000   |
| Мексика | 1 891 400   | 2 147 740   |
| Аргентина | 1 113 380   | 1 228 660   |
| Китай | 1 058 105   | 1 313 394N  |
| Бразилия | 1 020 350   | 1 126 740   |
| США | 800 137     | 834 610     |
| Турция | 787 063     | 790 211     |
| Иран | 706 800F    | 560 052F    |
| Испания | 578 200F    | 700 000F    |
| Италия | 522 377     | 483 088     |
| Всего в мире | 13 032 388F | 13 861 411A |
| Без сноски — официальные данные, F = Оценка FAO, A = Обобщённые данные (могут включать официальные, полуофициальные и оценочные данные), N = неофициальные данные; Источник: Food and Agricultural Organization of United Nations (FAO): Economic and Social Department: The Statistical Division |             |             |